# Saint-Firmin, Saône-et-Loire
Saint-Firmin är en kommun i departementet Saône-et-Loire i regionen Bourgogne-Franche-Comté i östra Frankrike. Kommunen ligger i kantonen Le Creusot-Est som tillhör arrondissementet Autun. År 2022 hade Saint-Firmin 785 invånare.

## Befolkningsutveckling
Antalet invånare i kommunen Saint-Firmin
| Referens: INSEE |